# IC 701
IC 701 — галактика типу SBdm/P у сузір'ї Лев.
Цей об'єкт міститься в оригінальній редакції індексного каталогу.